# ميمي جيبسون
ميمي جيبسون (بالإنجليزية: Mimi Gibson)‏ هي ممثلة أمريكية، ولدت في 19 أكتوبر 1948 في الولايات المتحدة.

## أعمال

### أفلام
- (1956) الوصايا العشر[1][2][3]
- (1957) وجوه حواء الثلاثة
- (1961) مئة مرقش ومرقش[4][5][6][7]

## وصلات خارجية
- ميمي جيبسون على موقع IMDb (الإنجليزية)
- ميمي جيبسون على موقع ألو سيني (الفرنسية)
- ميمي جيبسون على موقع أول موفي (الإنجليزية)
- ميمي جيبسون على موقع قاعدة بيانات الأفلام السويدية (السويدية)
- ميمي جيبسون على موقع قاعدة بيانات الفيلم (الإنجليزية)
- ميمي جيبسون على موقع كينوبويسك (الروسية)